# Индийская комиссия по препаратам конопли

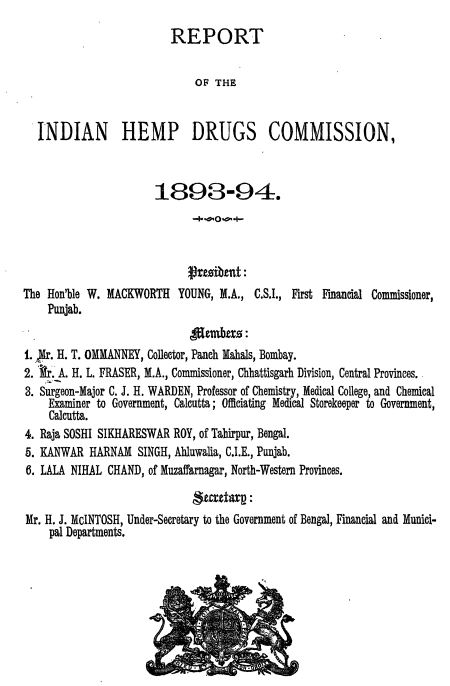

«Индийская комиссия по препаратам конопли» (англ. Indian Hemp Drug Commission, 1893—1894) была создана по инициативе депутатов парламента Великобритании, которые требовали ввести в индийских колониях запрет на производство и продажу психотропных препаратов из конопли. Комиссия опросила более 1000 человек из разных слоев индийского общества и составила отчёт в семи частях. Из выводов комиссии следовало, что умеренное потребление каннабиса широко распространено в Индии, каннабис употреблялся в рекреационных, медицинских и религиозных целях. Комиссия заключила, что умеренное употребление каннабиса в Индии не ведёт к криминальному поведению и не может быть причиной психических заболеваний и аморального поведения и не имеет вредных последствий. Комиссия заключила также, что запрещение использования каннабиса может привести к серьёзным социальным беспорядкам. Тем не менее, в выводах комиссии продемонстрировано, что умеренное употребление каннабиса может вести к чрезмерному употреблению, что может быть опасным, в особенности ввиду того, что смеси с каннабисом нередко содержали другие субстанции, например опиум, препараты дурмана и белены. В результате требование депутатов не было удовлетворено, и каннабис остался доступен в Индии в XX и XXI веке.
Выводы комиссии частично противоречат общепринятому взгляду на проблему. По наиболее распространённой в современной медицине точке зрения, курение конопли вредно для здоровья. Производство, продажа и приобретение каннабиса запрещены в большинстве стран мира. Кроме того, существуют исследования, по данным которых возможна связь между употреблением каннабиса и психическими заболеваниями, что напрямую противоречит по крайней мере одному из выводов комиссии. Тем не менее, выводы комиссии подтверждаются современными исследованиями: ведущие научно-исследовательские организации России, США, Австралии, Швеции и других стран доказали отсутствие существенного вреда от курения марихуаны, а эксперты Всемирной организации здравоохранения считают его многократно менее вредным, чем курение табака. Сорта с повышенным содержанием КБД дают меньший риск развития психоза.